# Salamandersøen
|  | Denne artikel er oprettet af botten PalnaBot ud fra en ekstern database. Den kan derfor have sproglige fejl eller mangler. Denne skabelon kan fjernes efter kontrol af indholdet. |

Salamandersøen er en børnefilm fra 1984 instrueret af Eddie Thomas Petersen efter manuskript af Eddie Thomas Petersen.

## Handling
Bedstefar er død, og familien tager ud på landet til hans begravelse. De to børn Minna og Janus, som er kusine og fætter, leger ved Salamandersøen og fantaserer over, hvad døden er for noget. Minnas mor fortæller, at når man dør, flyver hjertet op i himlen og bliver til et nyt menneske. Dette udforsker børnene nærmere.